# Венский медицинский университет

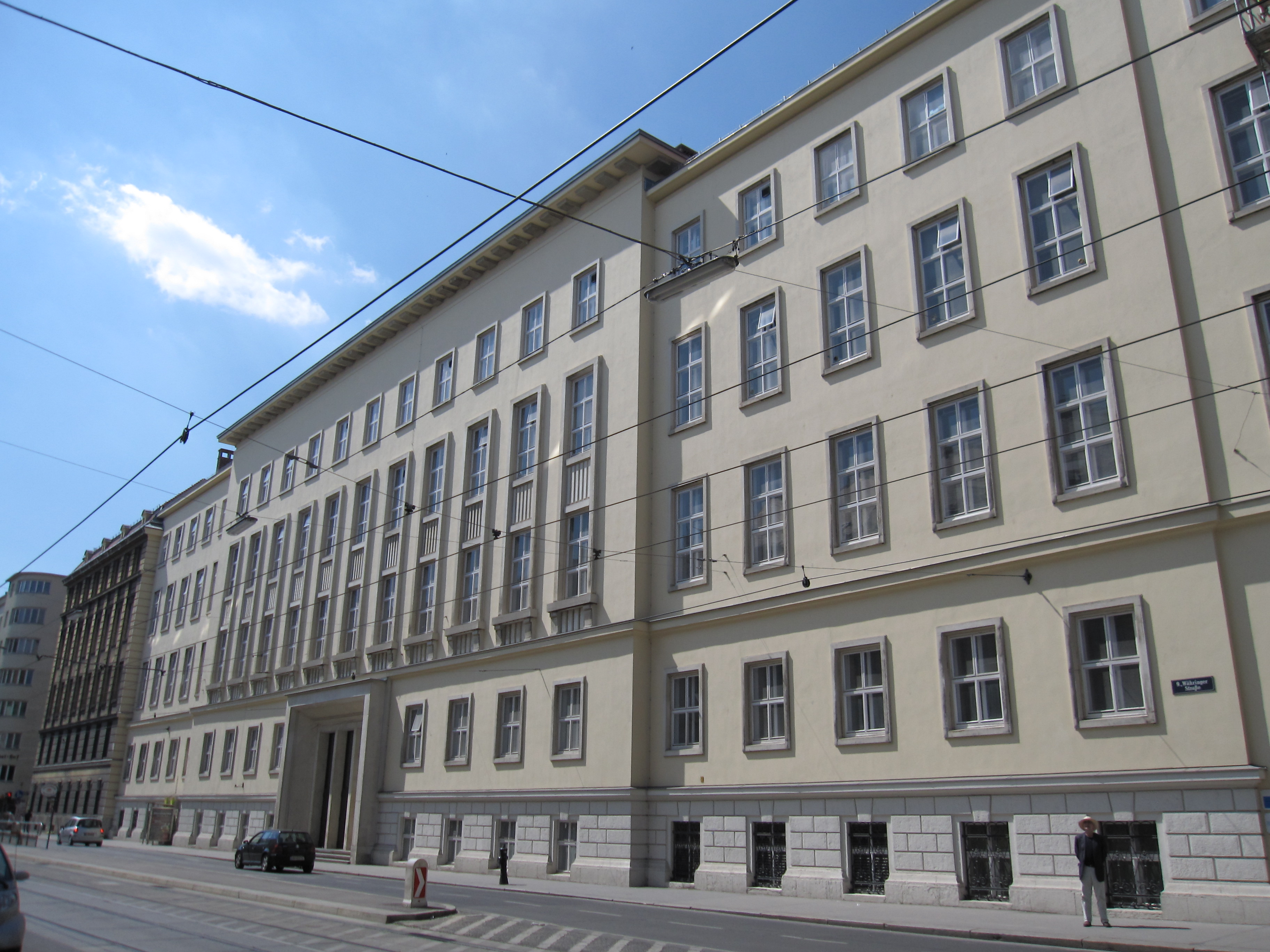
Здание Венского медицинского университета

Венский медицинский университет (нем. Medizinische Universität Wien, MUW) — медицинский университет в Вене, Австрия. На текущий момент является крупнейшим медицинским научно-исследовательским институтом Австрии и крупнейшим медицинским университетом в немецкоговорящих странах (более 8000 студентов и около 1200 преподавателей) и был вторым медицинским факультетом в Священной Римской империи после Карлова университета в Праге.
Был основан в 1365 году как медицинский факультет Венского университета, с 2004 года — самостоятельный университет.
С 1902 до 1938 года на этом факультете работал Зигмунд Фрейд.
Венский медицинский университет, как и другие ведущие вузы Европы, максимально упразднил устаревшие на сегодняшний день программы, заменив их на более актуальные.
В настоящее время количество иностранных студентов, желающих поступить в этот вуз, значительно превышает численность австрийских учащихся.

## Музей

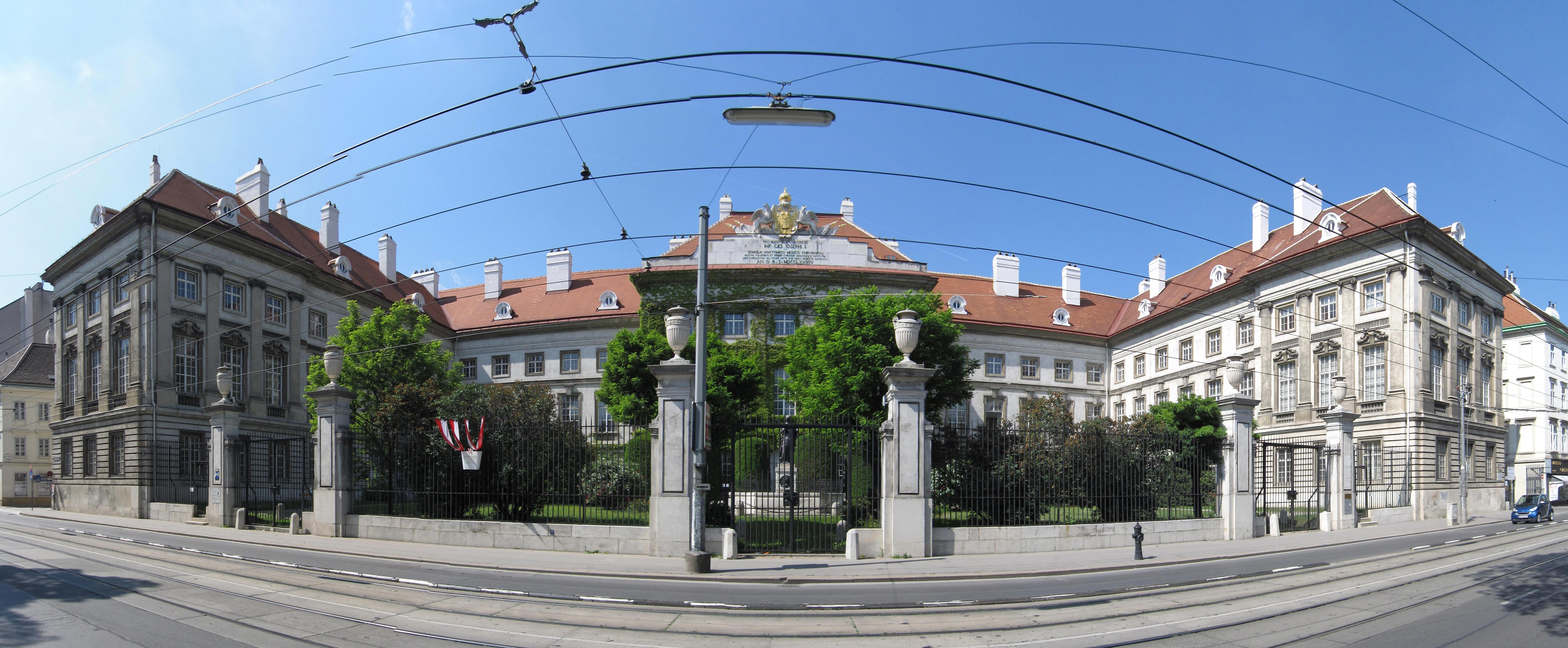
Жозефинум в стиле раннего классицизма был построен в 1785 году при императоре Иосифе II. Сейчас в нём находится музей анатомических восковых моделей, который, наряду с Флорентийской библиотекой, является одним из крупнейших в Европе.

Музей Медицинского университета в основном размещен в «Жозефинуме», спроектированном и построенном в 1783-1785 годах для размещения медико-хирургической академии. В здании находится шестикомнатная коллекция из 1192 восковых анатомических и акушерских моделей, сделанных во Флоренции Клементе Сусини под руководством Паоло Масканьи между 1784 и 1788 годами.